# Condado de Muhlenberg
O Condado de Muhlenberg é um dos 120 condados do estado americano de Kentucky. A sede do condado é Greenville, e sua maior cidade é Central City. O condado possui uma área de 1 242 km² (dos quais 12 km² estão cobertos por água), uma população de 31 839 habitantes, e uma densidade populacional de 26 hab/km² (segundo o censo nacional de 2000). O condado foi fundado em 1798.